# (35932) 1999 JP113
1999 JP113 (asteroide 35932) é um asteroide da cintura principal. Possui uma excentricidade de 0.10403340 e uma inclinação de 4.50388º.
Este asteroide foi descoberto no dia 13 de maio de 1999 por LINEAR em Socorro.